# Branston, Lincolnshire
Branston är en ort i civil parish Branston and Mere, i distriktet North Kesteven, i Storbritannien. Den ligger i grevskapet Lincolnshire och riksdelen England, i den sydöstra delen av landet, 190 km norr om huvudstaden London. Branston ligger 40 meter över havet och antalet invånare är 4 019. Branston var en civil parish fram till 1931 när blev den en del av Branston and Mere. Civil parish hade 1 275 invånare år 1921. Byn nämndes i Domedagsboken (Domesday Book) år 1086, och kallades då Branztone/Branztune.
Terrängen runt Branston är platt. Runt Branston är det ganska tätbefolkat, med 108 invånare per kvadratkilometer. Närmaste större samhälle är Lincoln, 5,5 km nordväst om Branston. Trakten runt Branston består till största delen av jordbruksmark.